# 심재철 (정치인)
심재철(沈在哲, 1958년 1월 18일~)은 대한민국의 정치인으로 제16·17·18·19·20대 국회의원이다. 제21대 국회의원 총선거 참패로 황교안이 당 대표에서 사퇴한 직후 원내대표로서 미래통합당 대표 권한대행을 지냈다. 제20대 전반기 국회 부의장을 지냈다.

## 생애
1958년 전라남도 광주시에서 태어났다. 광주제일고등학교를 졸업하고 1977년 서울대학교 사범대학 영어교육학과에 진학한 그는 1980년 서울의 봄 당시 서울대학교 총학생회장으로 대학 민주화 운동을 이끌었다.
24인의 김대중 내란음모사건 피의자 중 거의 대부분은 5월 17일에 연행되었고, 나머지는 6월 15일 이석표 체포, 6월 16일 이신범 체포, 6월 17일 전국에 심재철 지명수배령이 내려지고 6월 18일 설훈, 송기원 체포, 며칠 후 이해찬, 조성우가 체포된 후 6월 30일 심재철은 자수하였다. 1988년 5공 청문회 때 심재철은 자신이 검찰의 협박과 회유에 넘어가 거짓 자백을 했으며, 한통련 사건과 관련한 반역죄로 사형을 선고받은 것은 검찰측 증인으로 나온 간첩의 증언 때문이었다고 밝혔다. 실제 김대중 내란음모사건 피의자 중 거의 대부분이 이 때에 대한 진실을 밝히는 책을 써 자신들이 고문에 굴복하지 않을 수 없음을 고백했다. 심재철이 수배 중인 6월 17일 이미 계엄사령부는 김대중의 학생운동 총책인 이해찬의 조종을 받아 전국의 학생운동을 진두지휘했다고 발표하였다. 심재철이 자수한 후 이미 발표된 내용에 꿰맞춰져 고문을 당했다. 다른 이들이 언사한 거짓 진술에 의한 조작에 꿰맞춰지기 위해 심재철은 남산 중앙정보부에서 고문받던 다른 피의자들과 달리 치안본부 특수대에 끌려가 수도경비사령부 소속 청와대 경비를 맡고 있던 33헌병단 군인들(최하위가 무술 유단자로 구성된 이들)에게 고문을 받았으며, 내란음모사건 피의자 중 가장 혹독하게 고문을 받은 것으로 알려져 있다.
징역 5년을 선고받았으나 형을 면제받고 1981년 육군에 강제 징집되어 1983년 육군 병장으로 만기 제대했다. 1983년 12월 특별 복권되었다.
1985년 대학 졸업 후 교사로 임용되어 서울 동대문여자중학교에서 영어 교사로 일하다가 1985년 11월 문화방송에 취재기자로 입사했다. 1987년 방송사 최초로 MBC노조를 만들고 초대 전임자를 지냈으며 1992년 MBC방송민주화 투쟁에서 옥고[업무방해·노동쟁의조정법, 징역8월·집유2년 (1993. 1. 20.)]를 치렀다. 1993년 6월 30일에는 동료들과 함께 자가용을 타고 비가 내리던 올림픽대로로 가던 도중에 트럭과 충돌하는 교통 사고를 당해 8개월 동안 병원에 입원했으며, 이 사고로 장애 판정을 받아 현재도 지팡이를 짚고 다닌다.
1995년 12월에 신한국당 부대변인, 안양시 동안구 갑 지구당 위원장으로 정계에 입문했다. 16대 총선에서 원내 진입에 성공하여 한나라당 제3정조 위원장, 대외협력 위원장, 국무총리(이한동, 장상 후보자) 인사청문위원, 공적자금특위위원, 정책위 부의장 등을 지낸 이래, 17대 재선 때 전략기획 위원장, 홍보기획 본부장, 원내수석 부대표를 지냈고, 18대 3선 때는 국회 윤리위 · 예결위 위원장, 경기도당 위원장, 정책위 의장, 19대 4선 때는 새누리당 최고위원을 지냈으며, 20대 5선 때는 국회 부의장과 자유한국당 원내대표, 미래통합당 원내대표 겸 당대표 권한대행에 선출되는 등 현재까지 총 32개의 국회직과 31개의 당직을 역임하였다.
심재철 의원은 학자금 대출이자 인하, 무료 필수 예방접종 확대, 휴대폰 및 통신요금 인하, 아파트 관리비 부과체계 표준화를 통한 관리비 절감 등 공약을 성실히 이행해 시민단체 270여개로 구성된 국정감사 NGO모니터단 주관단체 '법률소비자연맹'으로부터 선거공약 이행 우수의원으로 선정되었다.

## 학력
- 광주수창국민학교 졸업
- 광주무진중학교 졸업
- 광주제일고등학교 졸업 (1976년)
- 서울대학교 사범대학 영어교육학과 학사 (1985년)
- 중앙대학교 사회개발대학원 사회복지학 석사 (1990년)
- 가톨릭대학교 보건대학원 박사

## 경력
- 1980년 서울대학교 총학생회장
- 1985년 동대문여자중학교 영어 교사
- 1985년 MBC 보도본부 기자
- 1987년 MBC 노동조합 설립 주도 및 초대 전임자
- 2000년 4월 13일: 대한민국 제16대 국회의원 선거 당선(경기 안양시 동안구, 한나라당, 초선)
- 2004년 4월 15일: 대한민국 제17대 국회의원 선거 당선(경기 안양시 동안구 을, 한나라당, 재선)
- 2008년 4월 9일: 대한민국 제18대 국회의원 선거 당선(경기 안양시 동안구 을, 한나라당, 3선)
- 2012년 4월 11일: 대한민국 제19대 국회의원 선거 당선(경기 안양시 동안구 을, 새누리당, 4선)
- 2016년 4월 13일: 대한민국 제20대 국회의원 선거 당선(경기 안양시 동안구 을, 새누리당, 5선)

### 당직
- 신한국당·한나라당 부대변인
- 신한국당·한나라당 경기도 지부 안양시 동안구 갑 지구당 위원장
- 한나라당 경기도 지부 안양시 동안구 지구당 위원장
- 한나라당 제3정책조정위원회 위원장
- 한나라당 대외협력위원회 위원장
- 한나라당 정책위원회 부의장
- 한나라당 전략기획위원회 위원장
- 한나라당 홍보기획본부 본부장
- 한나라당 원내수석부대표
- 한나라당 경기도당 위원장
- 한나라당 정책위원회 의장
- 한나라당 경기도당 안양시 동안구 을 당원협의회 위원장
- 새누리당 최고위원
- 새누리당 경기도당 안양시 동안구 을 당원협의회 위원장
- 자유한국당 경기도당 안양시 동안구 을 당원협의회 위원장
- 자유한국당 원내대표[8][9]
- 미래통합당 초대 원내대표[10][11][12]
- 미래통합당 당대표 권한대행[13][14][15]
- 미래통합당 경기도당 안양시 동안구 을 당원협의회 위원장
- 국민의힘 상임고문
- 국민의힘 윤석열 제20대 대통령 선거 예비후보 공동선거대책위원장
- 제20대 대통령 선거 국민의힘 윤석열 대통령 후보 경기도 선거대책위원회 총괄선거대책위원장
- 제8회 전국동시지방선거 경기도지사 국민의힘 예비후보
- 제8회 전국동시지방선거 국민의힘 김은혜 경기도지사 후보 선거대책위원회 공동선거대책위원장
- 국민의힘 경기도당 고문
- 국민의힘 경기도당 정책개발본부 반려동물사랑위원장
- 제22대 국회의원 선거 국민의힘 경기도당 선거대책위원회 공동선대위원장
- 국민의힘 경기도당 안양시 동안구 을 당원협의회 위원장
- 국민의힘 경기도당 위원장[16] 겸 당원자격심사위원장
- 국민의힘 탄핵 반대 모임 고문
- 국민의힘 2025년 재보궐선거 경기도당 공천관리위원장
- 제21대 대통령 선거 국민의힘 김문수 대통령 후보 경기도 선거대책위원회 총괄선거대책위원장

### 국회직

#### 제16대 국회
- 2000년 5월 30일 ~ 2004년 5월 29일 : 제16대 국회의원(경기 안양시 동안구, 한나라당, 초선)
- 한나라당 부대변인
- 한나라당 제3정책조정위원회 위원장
- 한나라당 대외협력위원회 위원장
- 제16대 국회 예산결산특별위원회 위원
- 제16대 국회 장애인특별위원회 간사(한나라당)
- 한나라당 정책위원회 부의장

#### 제17대 국회
- 2004년 5월 30일 ~ 2008년 5월 29일 : 제17대 국회의원(경기 안양시 동안구 을, 한나라당, 재선)
- 제17대 국회 문화관광위원회 위원
- 제17대 국회 문화관광위원회 간사(한나라당)
- 제17대 국회 국회개혁특별위원회 위원
- 제17대 국회 후반기 건설교통위원회 위원
- 제17대 국회 후반기 예산결산특별위원회 위원
- 한나라당 전략기획위원회 위원장
- 한나라당 홍보기획본부 본부장
- 한나라당 클린정치위원회 부위원장
- 제17대 대통령 선거 한나라당 이명박 대통령 후보 중앙선거대책위원회 직능정책본부 문화예술위원회 위원장
- 한나라당 원내수석부대표
- 제17대 국회 운영위원회 간사(한나라당)

#### 제18대 국회
- 2008년 5월 30일 ~ 2012년 5월 29일 : 제18대 국회의원(경기 안양시 동안구 을, 한나라당→새누리당, 3선)
- 제18대 국회 전반기 보건복지가족위원회 위원
- 제18대 국회 전반기 윤리특별위원회 위원장
- 제18대 국회 전반기 예산결산특별위원회 위원장
- 제5회 전국동시지방선거 한나라당 중앙선거대책위원회 클린공천감시단 단장
- 한나라당 경기도당 위원장
- 한나라당 정책위원회 의장

#### 제19대 국회
- 2012년 5월 30일 ~ 2016년 5월 29일 : 제19대 국회의원(경기 안양시 동안구 을, 새누리당, 4선)
- 제19대 국회 전반기 국토해양위원회 위원
- 제19대 국회 전반기 국토교통위원회 위원
- 제19대 국회 후반기 기획재정위원회 위원
- 새누리당 국민안전운동본부 본부장
- 새누리당 최고위원
- 새누리당 아파트관리비절감대책특별위원회 위원장
- 새누리당 세월호사고대책특별위원회 위원장
- 새누리당 국민건강특별위원회 위원장
- 새누리당 유라시아철도추진위원회 위원장

#### 제20대 국회
- 2016년 5월 30일 ~ 2020년 5월 29일 : 제20대 국회의원(경기 안양시 동안구 을, 새누리당→자유한국당→미래통합당, 5선)
- 제20대 국회 전~후반기 기획재정위원회 위원
- 제20대 국회 전반기 국회부의장
- 제7회 전국동시지방선거 자유한국당 중앙선거대책위원회 고문
- 제7회 전국동시지방선거 자유한국당 남경필 경기도지사 후보 선거대책위원회 공동 위원장
- 자유한국당 좌파독재저지특별위원회 고문
- 자유한국당 원내대표
- 통합신당 창당준비위원회 공동위원장
- 미래통합당 초대 원내대표
- 제21대 국회의원 선거 미래통합당 중앙선거대책위원회 공동위원장
- 미래통합당 당대표 권한대행

## 범죄전력

### 문화방송 파업
1992년 10월 3일 서울지방검찰청 남부지청 특수부는 노동쟁의조정법위반, 업무방해 혐의로 前 MBC 문화방송 기자였던 심재철을 지명수배했다. 심재철은 이완기 문화방송 노조위원장 직무대리 등과 함께 1992년 9월 2일, 문화방송 파업이 서울지방노동위의 직권중재에 회부돼 쟁의행위를 할 수가 없는데도 제작 거부 등 단체 행동을 하였고(노동쟁의조정법위반), 9월 14일 서울지노위가 중재안을 내놓은 뒤에도 파업을 계속하여 문화방송에 광고수입 등 10억여원의 재산상의 손실을 끼친(업무방해) 혐의를 받았다. 1992년 11월 18일 서울지방검찰청 남부지청 특수부는 심재철을 구속하였다.
1993년 1월 20일 징역 8월, 집행유예 2년을 선고받았으며, 1995년 8월 15일 특별사면되었다.

### 불법 인쇄물 배포
심재철은 1996년과 2000년 1월 사이에 자신의 민주화운동 전력 기사와 유명 인사의격려사 등을 넣어 지구당 간행물 합본호를 제작한 뒤 자신의 사진과 지지내용이 담긴 후원회 초청장을 동봉, 선거구민 5백명에게 우송하였다. 또한 안양시청 강당 등 3곳에서 명함형 소형인쇄물 50여장을 배포하였다. 2001년 7월 23일 수원지방법원 형사11부(재판장 정덕모)는 공직선거및선거부정방지법위반 혐의로 심재철에게 벌금 150만원을 선고했다.
심재철과 검찰은 모두 항소하였고, 2001년 12월 11일 서울고등법원 형사10부(재판장 강병섭)는 원심판결을 파기하고 심재철에게 벌금 80만원으로 감형하여 선고했다. 이에 대해 검찰과 심재철 모두 상고를 포기하여 형이 확정되었다.

### 선거구민에게 도서기부 시도
심재철은 자신의 처가 교통사고를 당한 자신을 간병하며 작성한 병상일기를 편집하여 "아내의 일기"라는 249쪽 분량의 단행본 서적으로 5,000부를 제작한 다음, 2000년 3월 20일 한나라당 지구당 사무실에서 선거사무장과 지구당 홍보책임자에게 해당 서적이 든 우편물을 우체국에 접수시키도록 하여 소인까지 찍었다. 우편물은 2,642명의 선거구민에게 전달하기 위하여 발송에 필요한 모든 절차를 거쳤으나, 3월 22일 관할 선거관리위원회가 우송중지 요청을 하여 우체국은 우송을 중단하였다. 검찰은 선거구민에게 시판시 6000원 상당으로 예상되는 서적 1권씩을 제공하려는 의사표시를 하여 기부행위를 한 것으로 보고 공직선거및선거부정방지법위반 혐의로 심재철을 기소하였다.
2001년 12월 11일 서울고등법원 형사10부(재판장 강병섭)와 항소심 재판부인 2001년 12월 11일 서울고등법원 형사10부(재판장 강병섭) 모두 도서기부 의사표시 혐의에 대해 무죄를 선고했고, 검찰은 무죄가 선고된 혐의에 대해 대법원에 상고하였다.
2002년 9월 10일 대법원은 원심판결의 무죄 부분을 파기하고 유죄취지로 원심법원으로 파기환송하였다.
2002년 12월 6일 서울고등법원 형사합의2부(재판장 이성룡 부장판사)는 공직선거및선거부정방지법위반으로 심재철에게 벌금 80만원을 선고했다.
2003년 3월 28일 대법원 2부(주심 이규홍 대법관)는 상고를 기각해 벌금 80만 원을 선고한 원심을 확정했다.

### 정부 업무추진비 자료 무단 유출
자유한국당 심재철 의원 보좌진이 정부의 업무추진비를 공개하면서, 정부의 비공개 예산 정보를 무단 열람·유출했다는 의혹이 제기되었다. 기획재정부는 2018년 9월 17일 심 의원실 보좌관들이 한국재정정보원이 운영하는 디지털예산회계시스템(디브레인)에서 비정상적인 방법으로 민감한 예산정보 수십만 건을 내려받았다며, 이들을 정보통신망법 및 전자정부법 위반 혐의로 검찰에 고발했다. 그러나 심 의원은 보좌진이 접속 권한을 받아 정부 업무추진비 사용 내역 등을 다운받았음에도 정부가 허위 사실을 유포하는 등 국정감사 활동을 방해하고 있다고 반박했고, 김동연 경제부총리 겸 기획재정부 장관과 김재훈 재정정보원장, 기재부 관계자 등을 무고 등 혐의로 전날 맞고발했다.
이와 관련하여 검찰에서는 2019년 4월 8일, 검찰은 심재철 의원을 기소유예 처분하였다. 심재철 의원이 자료를 불법 유출한것은 맞지만 불법 유출한 예산지출 내역 자료가 대부분 압수되었고, 잔여 자료를 검찰에 반환한점과 향후 이와 같은 자료를 활용하지 않을 것을 서약하고 있는 점 등을 고려하였다고 검찰은 설명하였다.

## 논란

### 내란음모·계엄법 재심 후 무죄
1980년 4월 서울대학교 총학생회장이던 심재철은 자살한 김상진의 추도식을 학내 시위 중에 거행하며 김상진의 유고인 '양심선언문' 등을 낭독하고 "비상계엄해제", "유신잔당 퇴진" 등 구호를 외쳤다.
간은 달 심재철은 병영집체훈련 입소환송식에 모인 학생 5천여 명에게 비상계엄령 해제 등을 위해 활동할 것을 촉구하고 비슷한 내용의 유인물 2천여 개를 배포하였다.
1980년 6월 30일 자수하여 검거되었다.
1980년 9월 17일 오전 10시 육군본부 계엄보통군법회의는 육군본부 대법정에서 선고 공판을 열고 내란음모, 계엄법위반 혐의로 심재철에게 징역 5년을 선고하였다.
1980년 11월 3일 육군 계엄고등군법회의는 항소심 선고 공판에서 항소를 기각하였고, 심재철은 원심판결대로 징역 5년이 유지되었다.
1980년 11월 4일 육군 계엄고등군법회의 관할관은 심재철의 징역 5년 형집행을 면제하여 석방하는 확인 조치하였다.
1983년 12월 23일 특별복권 되었다.
2019년 4월 수원지방법원 안양지원 형사1부는 심재철의 재심 재판에서 무죄를 선고하였다.
재심 재판부는 "전두환 등이 1979년 12월 12일 군사반란 이후 1980년 5월 17일 비상계엄 확대 선포를 시작으로 1981년 1월 24일 비상계엄해제에 이르기까지 행한 일련의 행위는 내란죄로서 헌정질서 파괴범죄에 해당한다"고 설명하며, "5·18민주화운동과 군사반란을 전후해 발생한 헌정질서 파괴의 범행을 저지하거나 반대한 행위는 헌법의 존립과 헌정질서를 수호하기 위한 정당행위로 범죄가 될 수 없다"고 판시했다.

### 누드 사진 감상 논란
2013년 3월 22일 국회 본회의장에서 누드 사진을 검색해 논란이 되었다. 나중에 한국당 의총에서 관련 사건으로 김성태 원내대표와 설전을 벌여 화제가 되었다. 김성태 원내대표에게 사퇴하고 심재철 의원이 말하자 김성태 의원은 “2013년 국회 본회의장에서 여성의 누드사진을 보는 모습이 언론 카메라에 노출되면서 출당 위기까지 있었는데 막아주지 않았느냐”고 발언하였으며 심재철 의원은 “당시 출당요구는 없었다”고 맞섰다.

### 5.18 보상금 관련 해명 논란
심재철 자유한국당 의원이 20여년 전 5·18민주화운동 관련자(피해자)로 인정돼 정부 보상금이 지급됐던 것으로 확인됐다. “5·18민주화운동 유공자 명단을 공개하라”고 주장해왔던 심재철 의원은 정작 자신이 5·18피해자로 인정돼 보상금까지 받았다는 사실은 공개하지 않았다. 심재철 의원은“5·18유공자가 누구인지 분명히 공개돼야 마땅하다고 본다. 국가에 공을 세웠는데 왜 부끄러워하고 숨기는지 저는 그 점이 이해 안된다”면서 “세금이 어떻게 얼마나 들어가는지 공개돼야 마땅하다고 생각한다”고 주장하였다.5.18 보상금을 받은 사실이 언론사를 통하여 공개되자 보도자료를 통해 보상금을 받은 것은 맞지만, 자신이 직접 신청하지는 않았다고 해명하였다. 보상심의위원회가 김대중 내란음모사건 피고인 24명에 대해 모두 일괄보상을 실시했다고 하였는데 이에 대하여 광주시는 일괄보상은 없었고 5·18 보상금을 받으려면 신청서를 두 번 작성해야 하며 심 의원이 인정받은 연행·구금의 경우 ‘기타지원금 지급신청서’를 작성해 5·18 피해자에 해당하는지를 심의받아야 하고 신청서에는 주민등록번호 등을 적어야 하며 주민등록등본·호적등본·소득증명서류와 5·18 피해를 소명할 수 있는 서류도 첨부하도록 돼 있었으며 보상금액이 결정되면 이를 수령하기 위해 “보상 결정에 이의가 없다.”는 내용의 ‘동의 및 청구서’에 서명하고 돈을 입금받을 본인 명의 은행계좌를 적어야 한다고 말하였으며 심재철 의원의 5.18 민주화운동 보상금 신청서가 광주시에 영구문서로 보관돼 있고, 5.18 피해자에 대한 보상은 신청서를 내야만 심의를 거쳐 받을 수 있다고 밝혀 심재철 의원이 직접 신청서를 제출하여 돈을 받았음에도 신청서를 제출하지 않았다고 거짓 해명을 한 것이 드러나 논란이 되고 있다.
한편 심재철은 5·18민주화운동 관련자(피해자)로 인정돼 3500만원의 정부 보상금을 받았다 문제는 4개월 수감생활을 했던 심 의원은 더불어민주당 이해찬 대표가 3년 가까이 수감생활을 했다는 사실은 설명하지 않은 채, 단순히 ‘보상금을 나보다 3.5배나 받았다’고 주장하고 있다. 1980년 6월30일 자수한 심재철은 5년 형을 선고받은 뒤 그해 11월4일 ‘잔형면제’로 풀려났다. 잔형면제는 실형 선고를 받고 복역 중인 수형자에게 대통령이 특별사면을 통해서 남은 형을 면제하고 석방하는 조치다. 5·18보상금은 구금일수가 길수록 보상금액이 많아지는 구조다. 심재철의 구금일수는 대략 124일 정도다. 이를 보상 기준으로 계산하면 생활지원금 1900만원, 위로금 900만원, 구금일수 보상금 736만원으로 보상금 총액은 3536만원이 된다.
그러나 이해찬 대표는 1980년 5월 연행돼 징역 6년을 선고받은 뒤 1982년 12월24일 형집행정지로 풀려났다. 구금기간만 32개월로 심 의원보다 8배나 길다. 당연히 심 의원보다 보상금이 높을 수 밖에 없는데도 이런 사정은 쏙 뺀 채 총액만 비교해, 마치 자신보다 더 많은 보상금을 받은 사람들이 부도덕한 것으로 보이도록 한 것이다.

## 저서
- 《유라시아에서 만난 대한민국》(2015)
- 《하루》(2011)
- 《우리는 내일로 간다》(1995)
- 《제15대 국회의원 후보자 공약집》(1996)
- 《심재철의 국회 속 기록》(1998)
- 《심재철의 온라인 - 제15대 총선 공약》(1999)

## 역대 선거 결과
|  | 24.70% |

|  | 49.12% |

|  | 50.99% |

|  | 61.23% |

|  | 51.68% |

|  | 41.47% |

|  | 41.73% |

|  | 46.13% |

## 소속 정당
| 소속 정당 | 소속 정당  | 소속 기간 | 비고      |
| --------- | ---------- | --------- | --------- |
|           | 신한국당   | 1995~1997 | 정계 입문 |
|           | 한나라당   | 1997~2012 | 합당      |
|           | 새누리당   | 2012~2017 | 당명 변경 |
|           | 자유한국당 | 2017~2020 | 당명 변경 |
|           | 미래통합당 | 2020      | 합당      |
|           | 국민의힘   | 2020~현재 | 당명 변경 |

## 같이 보기
- 안양시 동안구 (선거구)
- 안양시 동안구 을
- 안양시 동안구의 국회의원
- 대한민국의 국회부의장